# Animadversionum botanicarum specimen alterum
Animadversionum botanicarum specimen alterum (abreviado Animadv. Bot. Spec. Alt.) es un libro con ilustraciones y descripciones botánicas que fue escrito por el botánico italiano Pietro Arduino y publicado en el año 1764 en latín.